# Hadrodactylus nigrifemur
Hadrodactylus nigrifemur är en stekelart som beskrevs av Thomson 1883. Hadrodactylus nigrifemur ingår i släktet Hadrodactylus och familjen brokparasitsteklar. Arten är reproducerande i Sverige. Inga underarter finns listade i Catalogue of Life.